# Probstzella

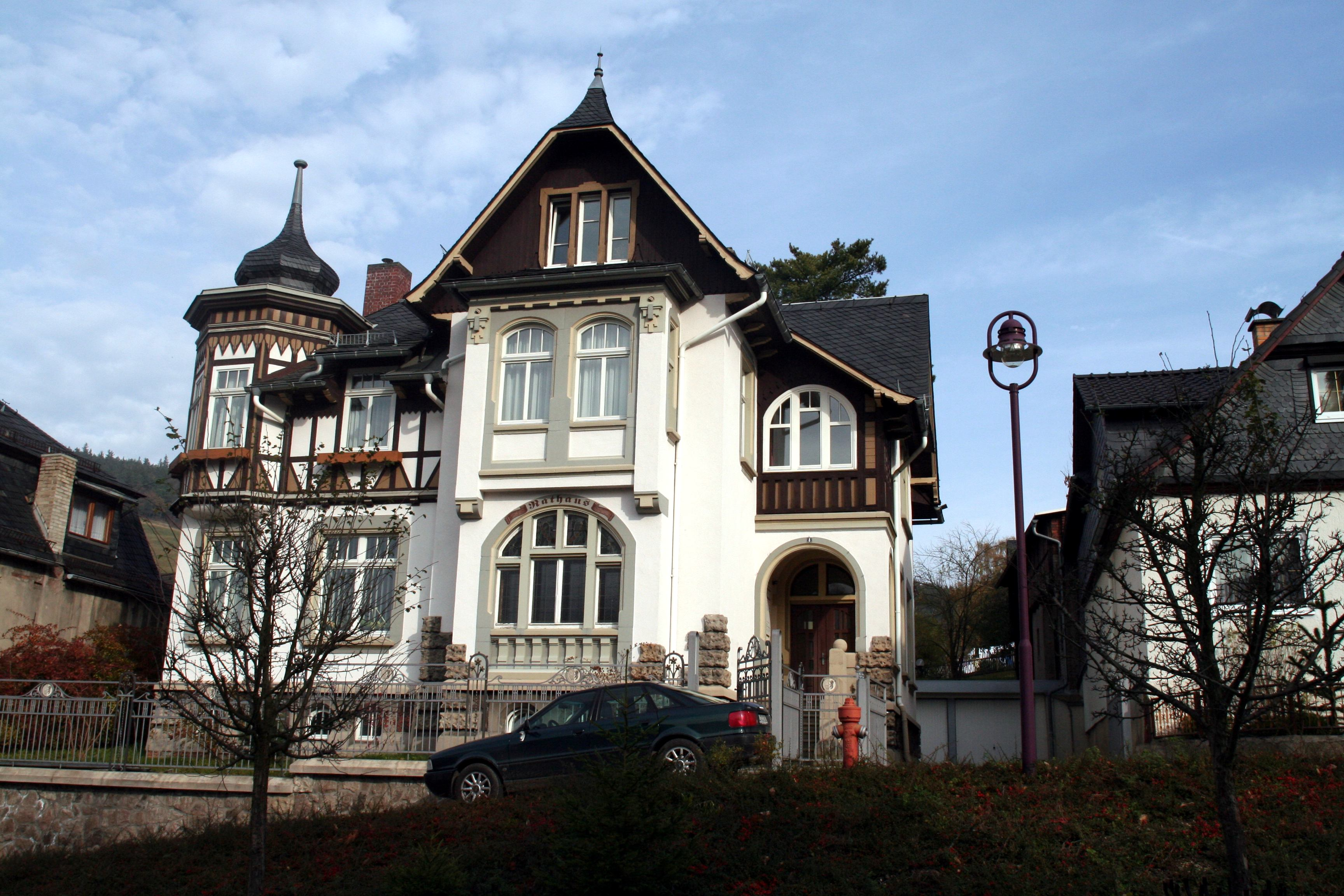
Rathaus

Probstzella ist eine Gemeinde im Landkreis Saalfeld-Rudolstadt in Thüringen. Bekannt wurde Probstzella als Grenzbahnhof der DDR für Interzonenzüge zwischen Westdeutschland und West-Berlin.

## Geografie
Probstzella liegt in einem tiefen Talkessel des Thüringer Schiefergebirges im Naturpark Thüringer Schiefergebirge/Obere Saale, in dem die Zopte in die Loquitz mündet. Die umliegenden Berge ragen teilweise mehr als 200 Meter in die Höhe. Durch den Ort fließt die Loquitz, ein etwa 35 Kilometer langer natürlicher Nebenfluss der Saale. Die Umgebung Probstzellas ist sehr waldreich. Der Rennsteig verläuft etwa 15 Kilometer südlich des Ortes. Die höchsten Erhebungen sind der Kolditzberg und der Bocksberg.

### Ausdehnung des Gemeindegebietes
Probstzella ist nach Uhlstädt-Kirchhasel die flächenmäßig zweitgrößte Kommune im Landkreis Saalfeld-Rudolstadt. Die Einheitsgemeinde erstreckt sich halbmondförmig im Loquitztal.

### Nachbargemeinden
Im Uhrzeigersinn – beginnend im Norden: Saalfeld/Saale, Kaulsdorf, Leutenberg, Wurzbach, Lehesten, Ludwigsstadt (Bayern) und Gräfenthal.

### Gemeindegliederung
Die Gemeinde gliedert sich in 18 Ortsteile, keinen Ortsteilstatus haben die Weiler Gabe Gottes und Wickendorf.
| Ortsteil       | Einwohner | Fläche (km²) |
| -------------- | --------- | ------------ |
| Arnsbach       | 97        | 1,30         |
| Döhlen         | 70        | 1,94         |
| Gabe Gottes    | 22        | 1)           |
| Großgeschwenda | 111       | 6,25         |
| Kleinneundorf  | 72        | 2,43         |
| Königsthal     | 71        | 1,10         |
| Laasen         | 58        | 4,31         |
| Lichtentanne   | 221       | 8,61         |
| Limbach        | 63        | 3,63         |
| Marktgölitz    | 231       | 7,18         |
| Oberloquitz    | 148       | 6,05         |
| Pippelsdorf    | 55        | 2,60         |
| Probstzella    | 1062      | 8,20         |
| Reichenbach    | 64        | 3,44         |
| Roda           | 43        | 2,25         |
| Wickendorf     | 4         | 2)           |
| Schaderthal    | 61        | 2,55         |
| Schlaga        | 41        | 1,23         |
| Unterloquitz   | 161       | 5,81         |
| Zopten         | 154       | 4,08         |

1) – in Marktgölitz enthalten, 2) – in Roda enthalten

## Geschichte

### Beginn mit einer Propstei
Im Jahr 1012 schenkte König Heinrich II. die Reichsdomäne Saalfeld und den Orlagau dem lothringischen Pfalzgrafen Ehrenfried (Ezzo). Zum Orlagau gehörten damals auch die Gebiete südwestlich von Saalfeld bis zum Gebirgskamm und somit auch Probstzella. Ezzos Tochter Richeza, Königin von Polen, erbte den saalfeldischen Besitz und schenkte ihn 1056 dem Erzbistum Köln. 1071 wurde das Benediktinerkloster St. Peter und Paul in Saalfeld gegründet und mit Mönchen aus Köln besetzt. Diese sollten die meist slawische Bevölkerung (aber auch thüringische und fränkische Siedler) zum Christentum bekehren und das umliegende Waldgebiet urbar machen, was um 1300 zu umfangreichen Rodungen im Umland Saalfelds führte. In diesem Zusammenhang wurde 1116 die Propstei Zella gegründet. Die Zelle, anfangs ein kleines Bethaus, entwickelte sich dank zahlreicher Stiftungen zu einer reichen Propstei. Sie besaß einen burgähnlichen Bau mit Graben und Wall. Aus dieser Zeit sind noch Flurbezeichnungen wie Kreuzacker und Hofau erhalten.
1345 wurde die Propstei an das Herzogtum Sachsen abgetreten. Mit der Säkularisation 1553 wurde sie von der Landherrschaft übernommen. Ab 1572 gehörte der Ort dem Haus Sachsen-Weimar. 1645 wurde Probstzella vom Amt Saalfeld getrennt und erhielt sein eigenes Amt.
Während des Dreißigjährigen Krieges wütete 1627 und 1636 die Pest im Ort. 1678 tauchte erstmals in einer Landkarte der Name Probstzella auf. Von 1826 bis 1918 gehörte Probstzella zum Herzogtum Sachsen-Meiningen. Im 19. Jahrhundert gab es auch die Schreibweise Probst-Zella.

### Wechselnde Verwaltungszuordnungen
Nach dem Ende des Herzogtums Sachsen-Meiningen wurde Probstzella 1923 Teil des neu entstandenen Landkreises Saalfeld im Land Thüringen. Ab 1952 gehörte dieser als Kreis Saalfeld zum DDR-Bezirk Gera.
Mit der deutschen Wiedervereinigung wurden die historischen Länder wieder gegründet und der Bezirk wurde damit Teil des Bundeslandes Thüringen.
Seit der Kreisreform 1994 gehört Probstzella zum Landkreis Saalfeld-Rudolstadt.

### Entwicklung des Ortes
1885 wurde die letzte Lücke in der Fernbahnstrecke Berlin–München bei Falkenstein einen Kilometer südlich von Probstzella geschlossen.
1885 erhielt Probstzella Anschluss an die Bahnstrecke von Saalfeld und weiter über die Frankenwaldstrecke nach Hochstadt am Main. 1898 wurde eine Stichstrecke von Probstzella zunächst bis Schmiedefeld in Betrieb genommen, die 1899 bis Lichte Ost erweitert wurde und 1913 Anschluss an die Bahnstrecke von Coburg erhielt. 1997 wurde der Zugverkehr auf dem Streckenabschnitt bis Ernstthal am Rennsteig eingestellt.
Entscheidenden Einfluss auf die Entwicklung Probstzellas in der ersten Hälfte des 20. Jahrhunderts hatte der Thüringer Industriepionier Franz Itting. Er baute das erste Kohlekraftwerk, das am 2. September 1909 in Betrieb ging. 1913 versorgte es über 60 Gemeinden mit Strom, später über 120 Gemeinden. In den 1920er Jahren ließ Itting das Haus des Volkes errichten, ein mehrstöckiges Hotel, entworfen vom Architekten Alfred Arndt. Es gilt als größtes Bauhaus-Ensemble Thüringens.
In der Zeit des Nationalsozialismus wurde das „Häuschen“, eine ehemalige Scheune an der Marktgölitzer Straße, ein Zentrum für die Zusammenkünfte von Christen der Bekennenden Kirche, die der evangelisch-lutherische Pfarrer Walter Korth leitete. Ihn hatte die Deutsch-christliche Kirchenleitung aus dem Pfarramt vertrieben. Mehrmals wurde er von der Gestapo verhaftet, weil er zur Fürbitte für den Pastor Martin Niemöller aufrief, u. a. auf Burg Wespenstein in Gräfenthal. Gegen Ende des Zweiten Weltkrieges, im April 1945, passierten Häftlingskolonnen eines Todesmarsches aus dem KZ Buchenwald den Ort Lichtentanne. Für die Todesopfer errichtete die FIR 1971 einen Gedenkstein am Bahnhof.

### Von 1945 bis 1990
Nach dem Ende des Zweiten Weltkriegs befand sich Probstzella an der Südgrenze der Sowjetischen Besatzungszone, ab 1949 der DDR. Ab 1954 gehörte der Ort zur Fünf-Kilometer-Sperrzone, was Besuche von anderen DDR-Bürgern nahezu unmöglich machte. Die Straße über Falkenstein nach Ludwigsstadt wurde unterbrochen, der Tourismus kam damit zum Erliegen. Im Grenzstreifen wurden Minen gelegt. Das „Haus des Volkes“, das nach dem Krieg als Erholungs- und Genesungsheim genutzt worden war, musste seinen Betrieb einstellen. Um die zunehmende Abwanderung der Probstzellaer Bürger wie auch einiger Unternehmer in Richtung Bayern zu unterbinden, folgten 1952 und 1961 Zwangsumsiedlungen von „politisch unzuverlässigen Personen“ in das Innere der DDR. Der Bahnhof, der nun Grenzbahnhof der Frankenwaldbahn 1000 m vor der Grenze für die Züge von Berlin nach München war, wurde umfassend ausgebaut mit Sperren, sowie einer Ablenkweiche auf einen Prellbock hin versehen und streng bewacht. Für die Züge des DDR-Binnenverkehrs von Saalfeld in Richtung Sonneberg wurden zur Umgehung des Grenzbahnhofs ein Verbindungsbogen geschaffen und die Bahnstation „Probstzella Haltepunkt“ eingerichtet. 1976 wurde ein vierstöckiges Gebäude für die Grenzabfertigung gebaut, während das „Haus des Volkes“ Kulturhaus der Grenztruppen wurde.
Artur Petzold nahm 1965 die Stelle als Gemeindearzt („Staatliche Arztpraxis“) an, nachdem ein Vorgänger den Ort aus politischen Gründen hatte verlassen müssen. Petzolds Ehefrau Edda, aus Thüringen stammend, begleitete ihn, obwohl sie dagegen war, in die Sperrzone zu siedeln, weil sie von Schikanen gehört hatte. Anfangs gab es keine Apotheke in Probstzella. In die nur 3 km entfernte nächste Apotheke in Gräfenthal durfte der Arzt nicht, da es in einem anderen Kreis, also einer anderen Sperrzone lag. Deshalb mussten Eisenbahner benötigte Medikamente überstellen. Weil Petzold „die Absurditäten immer wieder kritisierte“, wurde er abgelöst und musste als letzter Zwangsausgesiedelter von Probstzella mit einer Woche Vorlaufzeit ab 19. Oktober 1981 mit Frau und den drei Söhnen ins Innere der DDR siedeln. Sein Neffe Roland Jahn (* 1953) war aus Jena einige Male auf Besuch bei ihm gewesen, hatte Verschiedenes erfahren, opponierte, verlor seinen Studienplatz und wurde auf ministerielle Weisung am 7. Juni 1983 von der Staatssicherheit entführt und per Bahn über den Grenzbahnhof Probstzella gewaltsam in den Westen abgeschoben.

### Eingemeindungen
Am 6. April 1994 wurden die bis dahin selbstständigen Gemeinden Roda (bei Leutenberg), Unterloquitz, Schaderthal, Reichenbach bei Unterloquitz, Oberloquitz, Lichtentanne, Laasen (bei Probstzella) und Großgeschwenda nach Probstzella eingemeindet, am 16. März 2004 folgte Marktgölitz.

### Einwohnerentwicklung
In der nachstehenden Tabelle ist die Entwicklung der Einwohnerzahl seit 1995 dargestellt. Ermittelt wurden die Werte jeweils zum Stichtag 31. Dezember.
| Jahr      | 1995 | 2000 | 2005 | 2010 | 2015 | 2020 |
| --------- | ---- | ---- | ---- | ---- | ---- | ---- |
| Einwohner | 3537 | 3281 | 3636 | 3349 | 3007 | 2794 |

## Politik

### Allgemein
Probstzella ist Sitz der Verwaltungsgemeinschaft Schiefergebirge, die aus den Städten Gräfenthal, Lehesten und der Gemeinde Probstzella besteht.

### Gemeinderat
Der Rat der Gemeinde Probstzella besteht aus 14 Ratsfrauen und Ratsherren. Die Kommunalwahl am 26. Mai 2024 führte zu folgendem Ergebnis (mit Vergleich zur vorigen Wahl):
| Partei / Liste                    | Sitze  | Stimmenanteil | Ergebnis 2019   |
| Sozialdemokratische Partei (SPD)  | 2      | 16,7 %        | 6 Sitze, 42,6 % |
| Alternative für Deutschland (AfD) | 2      | 16,7 %        | –               |
| Die Linke                         | 1      | 05,9 %        | 2 Sitze, 11,0 % |
| Gemeinsam für Alle                | 5      | 34,5 %        | –               |
| Feuerwehren und Vereine (FuV)     | 4      | 26,2 %        | 6 Sitze, 46,4 % |
| Wahlbeteiligung                   | 67,9 % | 67,9 %        | 61,1 %          |

### Bürgermeister
Der Diplom-Ingenieur Sven Mechtold (SPD) wurde am 6. Oktober 2013 im zweiten Wahlgang mit 52,6 % der Stimmen zum Nachfolger von Marko Wolfram (SPD) gewählt. Am 6. Oktober 2019 wurde er mit 50,6 % der gültigen Stimmen knapp vor seinem Mitbewerber Andreas Gloth-Pfaff (FuV) wiedergewählt. Die Wahlbeteiligung lag bei 50,8 %.

### Wappen
Das Wappen wurde am 24. Januar 1996 durch das Thüringer Landesverwaltungsamt genehmigt.
Blasonierung: „Gespalten von Rot und Gold; vorn eine goldene Heiligenfigur mit einem goldenen Palmenzweig in der Linken und einen schwarzen Rost in der Rechten haltend, hinten ein rotbewehrter und rotbezungter schwarzer Löwe.“
Das Wappen wurde vom Heraldiker Michael Zapfe gestaltet.
Das Wappen zeigt den Heiligen Laurentius mit goldenem Palmwedel als Zeichen seiner Märtyrerschaft und dem Rost, auf dem er zu Tode gebracht worden sein soll.

## Kultur, Sehenswürdigkeiten, Sport

### Bauwerke

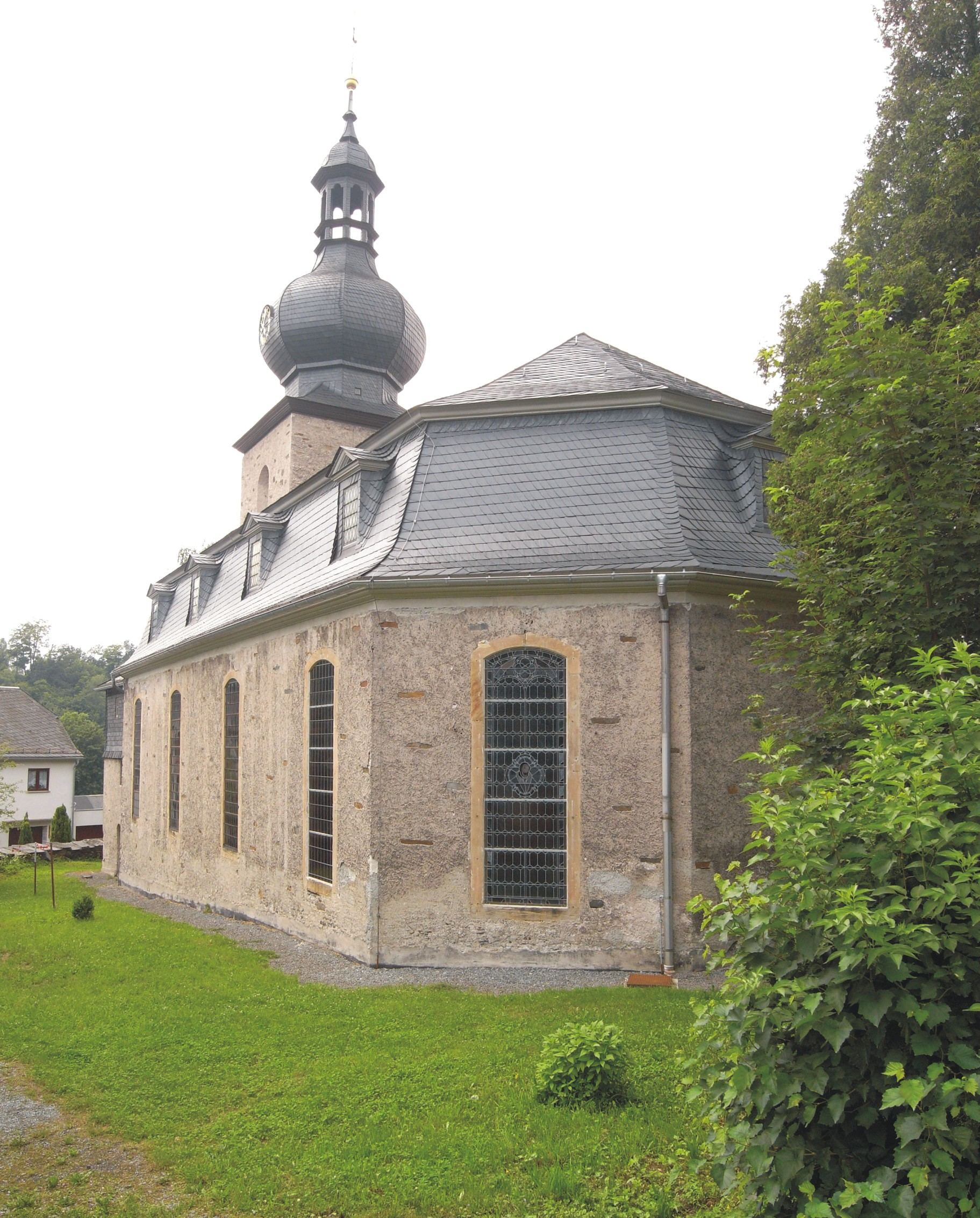
Evangelische Kirche St. Lorenz

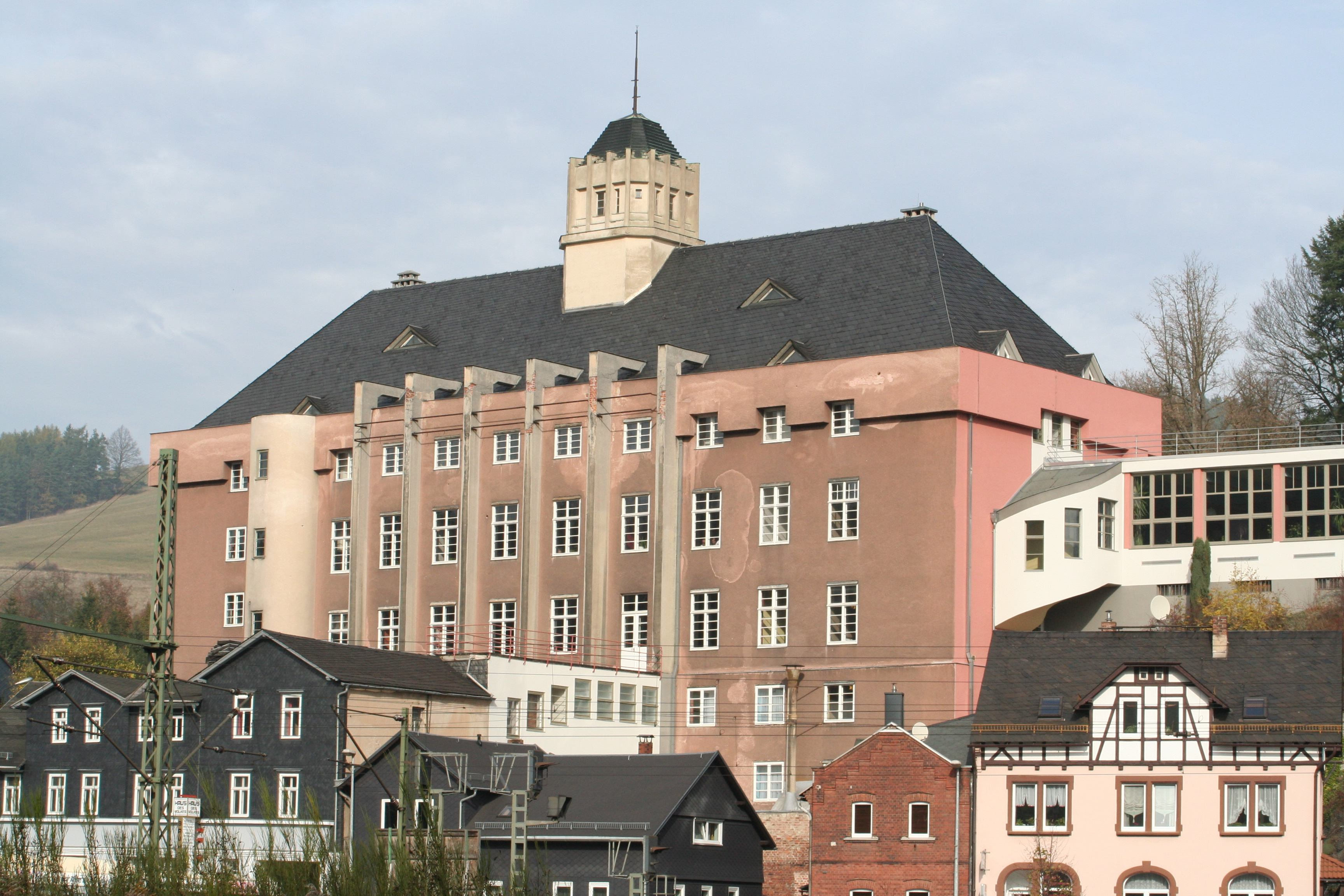
Haus des Volkes

- Das Haus des Volkes wurde 1925 bis 1927 im Auftrag des Industriellen Franz Itting von Alfred Arndt und Ernst Gebhardt als Hotel und Mehrzweckhalle erbaut. Die Inneneinrichtung wurde vollständig von Künstlern des Bauhauses Dessau gestaltet. Nach dem Zweiten Weltkrieg wurde das Gebäude von der DDR als Zollamt genutzt, in der Veranstaltungshalle fanden Aufführungen und Feiern verschiedener Art statt. 1970/1971 wurde das Gebäude im Inneren umgebaut und um ein Restaurant erweitert. 1995 wurde das Haus unter Denkmalschutz gestellt und 2003 an einen privaten Eigentümer verkauft, welcher sich zum Ziel gesetzt hat, das Gebäude zu sanieren und wieder zu nutzen. Ende 2005 wurde das Restaurant wieder eröffnet. Im Haus befinden sich ein Theater- und Konzertsaal sowie die zentrale Ausstellung zur Entstehung des Grünen Bandes Deutschland. Seit 2014 gibt es im Haus des Volkes ein Franz-Itting-Museum, gestaltet von Roman Grafe.
- DDR-Grenzbahnhof-Museum im historischen Empfangsgebäude des Grenzbahnhofs Probstzella, gestaltet von Roman Grafe
- Park mit Seerosenteich, Spielplatz und Kneippbecken
- Grenzturm am Hopfsberg mit Ausstellung
- Gedenkbrunnen „Deutsche Teilung“ auf dem Marktplatz
- Naturpark-Infostelle „Ein Fenster zum grünen Band“
- Heimat- und Eisenbahnmuseum im alten Forsthaus
- Kirche St. Lorenz mit spätgotischer Spitzbogenwölbung im Turmuntergeschoss und barockem Kanzelaltar

Nahe Probstzella stehen die Thüringer Warte und die Burg Lauenstein.

### Naturdenkmäler
Zu den sehenswertesten Naturdenkmälern gehört der Schieferlehrpfad mit den geologischen Schätzen und schönen Ausblicken rund um Probstzella. Auch das Grüne Band als ehemaliger Grenzstreifen zählt zu den Sehenswürdigkeiten des Ortes.

### Sport
In der Einheitsgemeinde Probstzella sind verschiedene Sportvereine angesiedelt. Die bekanntesten Vereine sind der Probstzellaer Sportverein, der Unterloquitzer Sportverein. und der Kegelclub 91 Zopten.

## Wirtschaft und Infrastruktur

### Überblick Wirtschaft

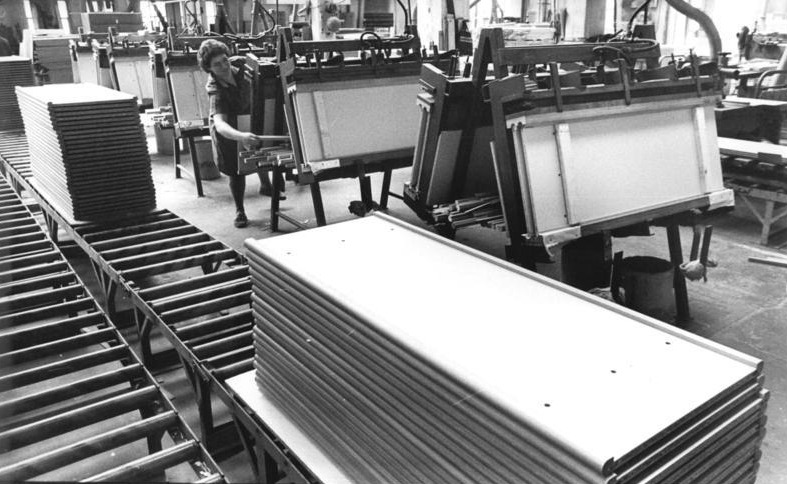
Betriebsteil Probstzella des Möbelwerkes Wurzbach: Herstellung von Schultischen

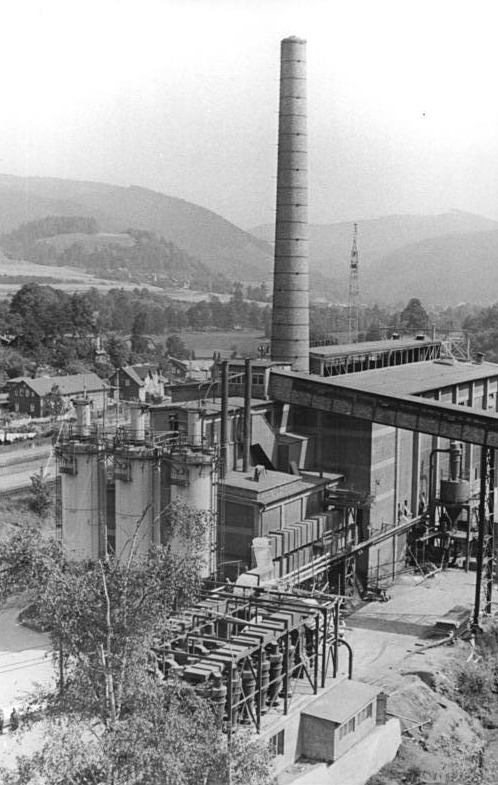
VEB Schiefergruben in Unterloquitz 1973

Wirtschaftlich waren in den letzten beiden Jahrhunderten vor allem die Schiefersteinbrüche, die Schieferverarbeitung, die Holzverarbeitung und das Überlandwerk (E-Werk) von Bedeutung. Das Elektrizitätswerk von Franz Itting belieferte über 150 Orte der Region mit Strom. Der Zweite Weltkrieg und das darauf folgende Sperrgebiet (Probstzella lag zu DDR-Zeiten im innerdeutschen Grenzgebiet) brachten den wirtschaftlichen Aufschwung zum Erliegen. Heute gibt es mittelständisches Gewerbe in der Möbelindustrie und der metallverarbeitenden Industrie. In Unterloquitz wird Schieferbergbau durch die Firma ulopor Thüringer Schiefer GmbH betrieben. In der Region sind zahlreiche Handwerksbetriebe der Holz-, Metall- und Schieferindustrie tätig. Probstzella war auch Standort der Porzellanfabrik H. Hutschenreuther GmbH (1886–1952).

### Verkehr

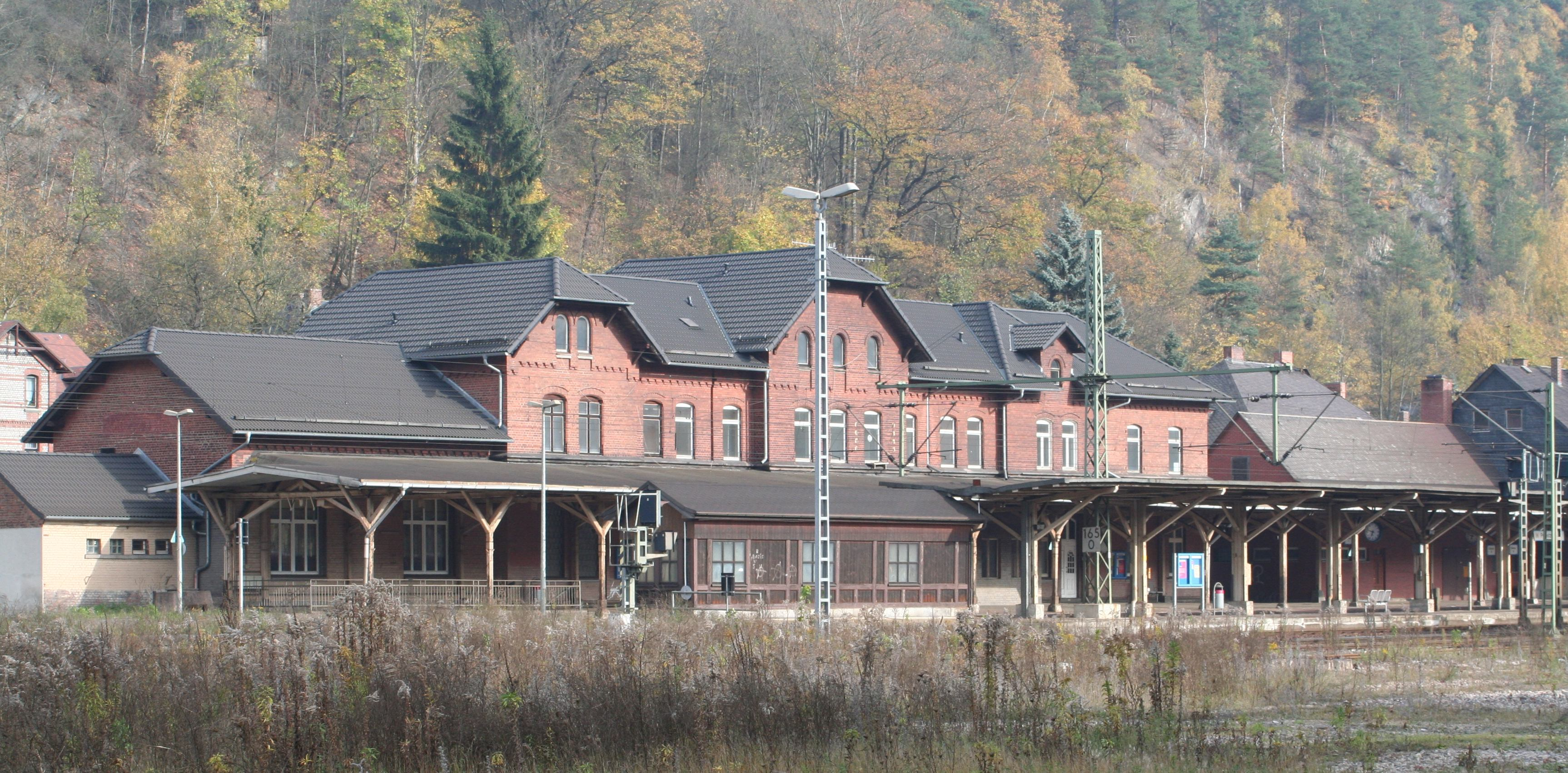
Bahnhof Probstzella

Probstzella liegt an der Bundesstraße 85, die von Saalfeld nach Kronach führt. Weitere Straßen verbinden den Ort mit Lehesten und Gräfenthal.
Der Bahnhof des Ortes liegt an der Frankenwaldbahn und hatte früher als Grenzbahnhof zwischen der Bundesrepublik Deutschland und der DDR eine besondere Bedeutung. Die großen Bahnanlagen dienten auch vor dem Zweiten Weltkrieg schon als Grenzbahnhof (bis 1920) zwischen Preußischer und Bayerischer Staatsbahn. Des Weiteren zweigte dort die inzwischen auf diesem Abschnitt stillgelegte Bahnstrecke Probstzella–Neuhaus am Rennweg, die über die in Ernstthal am Rennsteig endende Strecke von Coburg eine Verbindung nach Sonneberg herstellte, westlich ab. Sie war zu DDR-Zeiten der Hauptschienenweg in den Kreis Sonneberg. Probstzella besaß ein eigenes Bahnbetriebswerk, wo vor allem preußische gegen bayerische Lokomotiven ausgetauscht wurden.
Nach 1990 verlor der Bahnhof seine Funktion als Grenzbahnhof. Das Abfertigungsgebäude wurde Ende 2008 abgerissen, das Haus des Volkes wurde 2003–2008 von Grund auf saniert. Um 1991 wurde die Straße auch für Kraftfahrzeuge wieder geöffnet.
Im Bahnhof Probstzella an der Frankenwaldbahn hält stündlich ein Regional-Express des Franken-Thüringen-Express auf der Linie Saalfeld (Saale)–Nürnberg Hbf. Hier befand sich während der Deutschen Teilung ein bedeutender Grenzbahnhof an der Innerdeutschen Grenze.

### Öffentliche Einrichtungen
Zu den öffentlichen Einrichtungen gehört die Turnhalle der Gemeinde Probstzella. Diese wurde am 11. März 2011 eingeweiht. Im Ortsteil Marktgölitz betreibt die Gemeinde ein Freibad. Dieses wurde 2010 umfassend saniert.

## Bildung
In Probstzella befindet sich die Staatliche Grundschule Probstzella, die die Gebäude der ehemaligen POS Hanno Günther nutzt. Der Grundstein für die Schule wurde 1888 gesetzt, am 12. Mai 1889 wurde sie feierlich eingeweiht.
Der Schulbezirk umfasst in den 2020er Jahren die Ortsteile Arnsbach, Döhlen, Großgeschwenda, Kleinneundorf, Königsthal, Laasen, Lichtentanne, Limbach, Marktgölitz, Oberloquitz, Pippelsdorf, Probstzella, Reichenbach, Roda, Schaderthal, Schlaga, Unterloquitz und Zopten. Die Grundschule Probstzella ist eine offene Ganztagsschule mit Nachmittagsbetreuung durch den Schulhort oder Arbeitsgemeinschaften.
Die Einheitsgemeinde hat drei Kindergärten, die in Unterloquitz, Probstzella und Marktgölitz von verschiedenen sozialen Trägern betrieben werden. Im Alten Forsthaus ist eine Außenstelle der Volkshochschule des Landkreises Saalfeld-Rudolstadt eingerichtet.

## Persönlichkeiten

### Söhne und Töchter der Gemeinde
- Christian August von Lengefeld (1728–1789), preußischer Generalleutnant
- Friedrich Wilhelm von Lengefeld (1733–1806), geboren in Laasen, preußischer Generalleutnant
- Emanuel Schultze (1740–1809), evangelischer Missionar und Vater des 6. Gouverneurs von Pennsylvania
- Johann Friedrich August Breithaupt (1791–1873), Mineraloge
- Wilhelm Nichterlein (1886–1947), Konzertpianist, Organist und Kirchenmusikdirektor
- Helmut Dietrich (1922–1986), Präsident der Staatsbank der DDR
- Hans-Joachim Lemnitzer (* 1931), Handelsrat in Indien und Polen sowie Präsident der Kammer für Außenhandel der DDR, geboren in Arnsbach
- Klaus Schneider (1936–2021), Komponist und Jazzmusiker, geboren in Unterloquitz

### Persönlichkeiten, die in Probstzella gewirkt haben
- Franz Itting (1875–1967), Industrieller, Bauherr des Hauses des Volkes
- Alfred Arndt (1898–1976), Architekt des Hauses des Volkes
- Marko Wolfram (* 1974), Volkswirt, ehemaliger Bürgermeister von Probstzella und Landrat des Landkreises Saalfeld–Rudolstadt

## Filme
- Dirk Schneider: Der Grenzbahnhof Probstzella. Doku 2017, in der Reihe „Geheimnisvolle Orte“ der ARD/MDR, Staffel 6 / 1. 45 Min[12]
- 3½ Stunden, deutscher Fernsehfilm aus dem Jahr 2021
- „Aktion Gegenschlag“ - Eine streng geheime Entführung zum Grenzbahnhof Probstzella MDR DOK 17. August 2022 (siehe oben bei Schneider)